# 醫療疏失
醫療疏失（英語：medical error）指的是治療過程中可預防的不良反應（也稱醫源病），無論這類影響對於患者是否明顯，或造成傷害。疏失包括患者感染疾病、患者受傷、患者出現症候群、感染、不夠準確或是不夠完整的診斷以及治療行為。據估計，全球在2013年有142,000人因醫療疏失而死亡；比1990年的94,000人有增長。然而在2016年，研究美國因醫療疏失而致死的結果顯示，美國一年內因此死亡的人數就高達251,454人，顯示前述2013年的全球估計數字可能有誤。隨著這個領域日益受到重視，在2019年所做的一項研究，找出12,415篇與醫療疏失有關的研究分析報告，並列出受到頻繁研究和具影響力的主題-藥物/用藥的疏失、與醫療資訊技術應用有關的疏失、與急診室照護以及兒童有關的疏失、以及那些導致醫療疏失發生的醫事人員，有關他們的精神狀態（例如職業過勞、抑鬱）。

## 定義
在醫學中，“疏失”這個名詞是總稱，包含所有造成患者傷害的臨床事件。醫療疏失所描述的是在執行醫療衛生服務時，發生的人為錯誤。無論是醫療疏失，還是人為錯誤，醫學上的定義是，當醫療衛生提供者採取不適當的醫療護理方式、不正確地執行、或是選擇錯誤的CT掃描成像做判讀，疏失就會發生。有人說，定義本身就應該做更多的辯論。例如，劍橋大學曾發表對加護病房醫生的手部清潔遵循的研究顯示，依從性從19％到85％不等，差異甚大。因治療提供者不遵守手部清潔標準，而導致不正確的醫療執行，讓患者感染，進而死亡，這種情況很難被看成是無意間發生的事故，或僅是錯誤而已。
醫療疏失類型很多，從輕微到嚴重的都有，而患者的確切死因可能會被草率決定。
有許多方法可用來對醫療疏失作分類。

## 影響
據估計，全球在2013年有142,000人因醫療疏失而致死的案例；在1990年因此死亡的人數為94,000人。根據約翰·霍普金斯大學在2016年5月發表的一篇報告，美國每年至少有25萬人因為醫療疏失而死亡。
美國國家醫學研究所在2000年發表的一份報告，在美國的醫院中，由於醫療疏失導致每年估計有44,000至98,000例原本可預防的死亡，以及1,000,000例的超額傷害。在英國，一項在2000年所做的研究顯示，估計每年發生850,000次醫療疏失，造成的損失超過20億英鎊。
有些研究人員質疑美國國家醫學研究所資料的準確性，對報告中採用的統計方法所產生的測量誤差問題提出批評，在決定死亡是"可避免的"或是由醫療疏失所造成時，過於主觀，並有個錯誤的假設，認為如果提供最佳護理的話，樣本中全部的患者均可存活。 在2001年，《美國醫學會雜誌》在7個美國退伍軍人事務部的醫療中心做的一項研究，在大約每10,000進入前述醫療中心的患者中，如果醫院能夠提供"適當"護理的話，估計每位死亡者可在心智清楚的情況下，至少可多活3個月。
美國國家醫學研究在2006年做的後續研究發現，醫療疏失中最常見的是用藥錯誤，每年受害的至少有150萬人。根據這項研究，發生在醫院中的有40萬人，發生在長期照護機構中的有80萬人，而發生在聯邦醫療保險（Medicare）門診診所的約有53萬人。報告指出，這些數字應該是保守的估計數字。僅在2000年，這些可預防，與藥物有關的傷害所產生的額外醫療費用約為8.87億美元-而研究僅針對Medicare受益人（這些人僅為所有診所患者的一部分）所遭受的傷害。而且所舉的數字沒把薪資、生產力損失、或其他成本一併考慮在內。
根據2002年美國衛生及公共服務部所屬的健康照護研究及品質機構（AHRQ）的報告，估計每年約有7,000人死於用藥錯誤-比與工傷有關的死亡人數（6,000例）多出16％。全世界有十分之一的患者受到醫療疏失的影響。一項推斷指出每年有18萬人的死亡，部分原因是醫源病效應性傷害。有五分之一的美國人（22％）報告說，他們或其家庭成員曾碰過某種醫療疏失。
世界衛生組織（WHO）在2012年的記錄，全球有1,400萬新的癌症病例，而與癌症相關的死亡人數有820萬。估計到2032年，全球癌症病例人數會增加70％。隨著因癌症而接受治療的人數增加，各地的醫院都在尋求提高安全性、加強病源追踪、和提高治療功效的方法。
在2016年發布的一項研究發現，醫療疏失是美國第三大的死亡原因，僅次於心臟病和癌症。研究人員對2000年至2008年間和醫療相關死亡率的數據作分析，推斷出每年因醫療疏失而死亡的人數超過25萬，約佔美國每年死亡人數的9.5％。

### 衡量疏失頻率所遇困難
住院病人中大約有1％會由於過失而發生負面的結果。但是，醫院內實際的疏失可能會更為普遍，因為研究對疏失的辨識，是那些產生可測量到的負面影響。對治療計劃做獨立審查後發現，當醫生在仔細研究醫學文獻之後再作治療，對入院患者的改善可增加14%，但許多好處是延後才會展現。即使這個數字也可能被低估。一項研究顯示，對美國的成年患者建議該做的醫療照顧中，但能獲得的僅有55％。而同時期的另一項研究發現，在美國，患者接受到的，有30%是不必要的醫療照顧。
由美國疾病控制與預防中心（CDC）統計彙編的死亡證書內的死亡原因，也編碼成國際疾病與相關健康問題統計分類（ICD）的格式，但並未把人為因素和系統因素資料的編碼包括在內。

## 原因
研究文獻顯示，醫療疏失是由於錯誤執行、疏忽、和溝通不當所引起。疏失的較大部分是由於疏忽和錯誤執行而發生，而非由於溝通不當。。當醫療衛生提供者沒採取應有的行動時，就會有疏忽的問題，而當決策和行動受到延誤的時候，錯誤執行就會發生。
醫療疏失與醫生和護理人員經驗不足、新的醫療程序、患者高齡、以及復雜或緊急護理都有關係。溝通不良（無論是本國語言，還是醫療旅遊人士使用的不同語言）、不周全的文件記錄、難以辨認的筆跡、拼寫錯誤、護理人員人力不足、以及名稱類似的藥物，都會產生問題。病人自己的作為也是導致醫療疏失的重要原因（例如患者跌倒可能是自己判斷錯誤所造成）。在複雜的醫療系統中，涉及人為疏失的比率佔到80%。絕大多數的醫療疏失源於系統錯誤-流程設計不當，而不是操作不當，或是醫事人員不稱職所造成。

### 醫療衛生複雜性
複雜的技術、強效藥物、加護護理、罕見和多重疾病、以及長期住院，都可能導致醫療疏失的發生。

### 系統和流程設計
美國國家醫學研究所在2000年發表文章《人會犯錯（To Err is Human）》，強調這類問題並非由醫事產業中的壞人所造成，而是好人置身在不良的系統中運作的結果，所以更需謹慎，務求安全。
醫師，護理人員和其他醫事人員之間的溝通不良，和權限劃分不明確，也是疏失會發生的原因。醫院內報告系統不相連貫，系統鬆散讓為數不少的患者在療程中的交接時缺乏協調，並發生錯誤。
其他因素包括，以為同一機構中其他部門已採取行動、單純依賴自動化系統來防錯、以及系統不能把犯錯資料與其他單位分享（因此會阻礙對疏失的起因和改進策略作分析）。醫院因受壓力而採取的節約措施，也會危及患者的安全。在安全監控不足的場所實施急診護理的問題，促使美國建築師學會指出醫療設施有關安全的設計和建造的問題。醫學界的基礎建設不足也是件令人擔心的事。根據WHO的數據，由於缺乏熟練的操作人員或零件，發展中國家的醫療設備只有50%能運作。結果是診斷或是治療無法順利執行，效果低下。
非營利組織聯合委員會發表的《 2007年品質和安全年度報告（Annual Report on Quality and Safety 2007）》發現在醫療衛生提供者之間，或者是提供者與患者及其家庭成員之間的溝通不足，就佔醫院發生嚴重疏失原因的五成以上。其他重要原因還有對患者狀況評估不足，還有領導能力或者是訓練不佳。

### 熟練度、教育、和訓練
醫事人員的訓練和經驗的差異，以及未能體察醫療疏失的普遍性和嚴重性，也會把風險提高。根據針對在1979年至2006年之間的數據所做的研究，所謂的7月效應，是發生在新的住院醫師到教學醫院報到後，醫療疏失發生頻率增加的現象。

### 人為因素與人因工程學

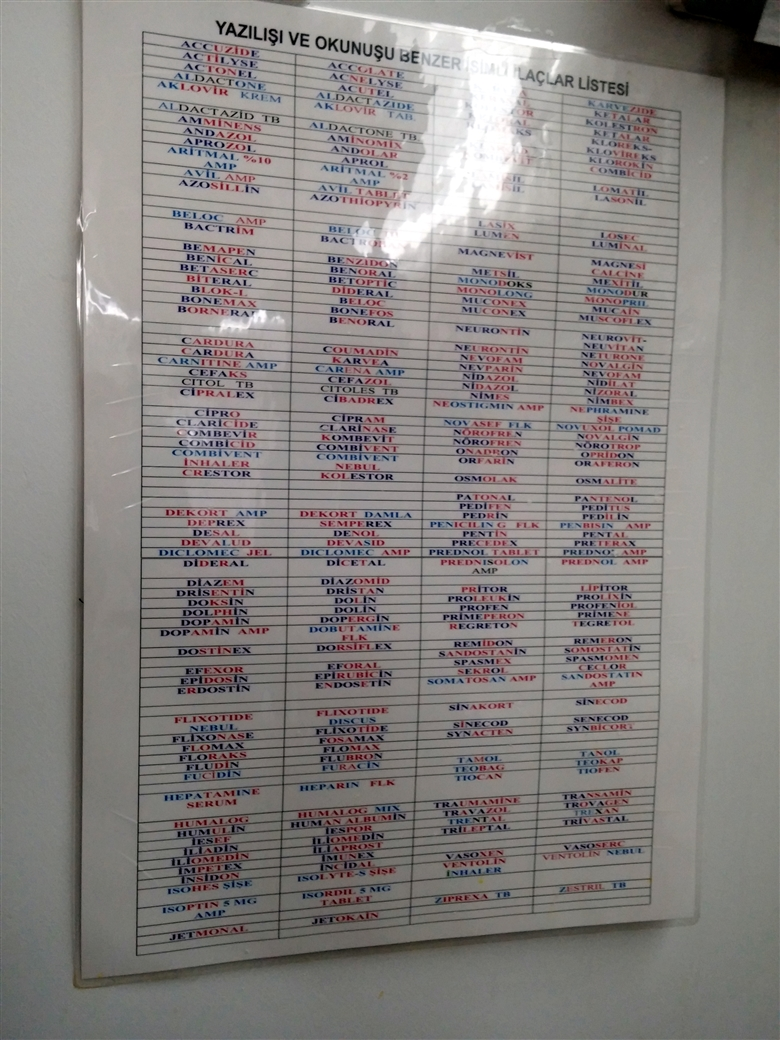
一家醫院內的看板，把藥品名稱的相似拼法和寫法列出，提醒注意。

醫學中常見的人為錯誤最初是在1970年代被心理學家阿摩司·特沃斯基和丹尼爾·卡尼曼所發現。《醫生的思考模式》一書的作者杰羅姆·格魯普曼說，是這種"認知陷阱"偏見，把人們的邏輯觀念給遮蔽住。例如，執業醫生可能會高估首先看到的數據，他們的思維因此受到扭曲。另一個例子是醫生回想起近期所發生，或者是印象深刻的案例，讓醫生的判斷增添渲染。另一個陷阱是思維會受到刻板印象的影響。加拿大醫學博士帕特·克羅斯凱里（Pat Croskerry）將臨床推理描述為直覺的潛意識的思考（系統一），與刻意有意識的理性思考（系統二）兩者間的相互作用（請參考快思慢想）。在這個框架裡面，雖然認知錯誤有時會涉及系統二，但許多認知錯誤是因為過度著重在系統一而發生。
睡眠不足也被認為是造成醫療疏失的一個因素。有項研究發現，超過24小時的持續不睡會導致實習醫生發生醫療疏失，發生的次數增加一倍或是兩倍，疏失中甚至包含有導致受傷或者死亡者。值班連續24小時的實習醫生，發生車禍的風險會增加168％，而發生跡近錯失的風險則會增加460％。實習醫生承認因此會在上課、值班、甚至在參與手術時睡著。外科醫生執行腹腔鏡手術表現較差，與在夜班工作有關聯。
導致醫生發生疏失的風險因子包括有疲憊、沮喪、和過勞。與臨床環境有關的因素包括有患者多樣、陌生的環境、時間壓力、以及護理人員不足。藥物名稱或者看起來相似，或是聽起來相似的，也是個問題。
判讀醫學圖像時發生的疏失通常是源自感知，而不是"根據事實"而產生。這些疏失通常是注意力不足或者由視力問題所造成。

## 舉例
疏失包含有誤診或延誤診斷、對錯誤的患者或以錯誤的方式給予錯誤的藥物、提供多種藥物而產生負面的相互作用、在錯誤的部位施行手術、手術後未能收回全部手術器械、沒注意患者正確的血型、或錯誤的記錄登載。另有一類疏失則是研究人員沒有注意到的，例如註冊護士忘記設定好靜脈注射的輸液幫浦，為患者提供全劑量的抗生素或其他藥物。

### 誤診
根據約翰·霍普金斯大學醫學院在2016年所做的一項研究，醫療疏失是美國第三大死亡原因。這些疏失給美國經濟增加的成本估計約為200億美元，其中87％是為那些受到影響患者支付的直接醫療費用。醫療疏失讓患者的平均住院費用每人增加 4,769美元。常見的醫學疏失和X射線以及醫學成像有關：沒看出或注意到圖像上呈現的疾病跡象。根據研究，在一項對異常成像的回顧性檢查中，發現有問題案例但被"遺漏"的比率高達30％（這是僅對有異常成像所做的測試結果，實際整體錯誤比率要低得多，根據一項1998年在德克薩斯州所作的檢視，遺漏的中位數比率為4.4%），被遺漏的異常成像中，有高達20％會有長期不良結果。
一項大型研究中有幾個案例，醫生錯誤地要求做的是人類嗜T淋巴球病毒（HTLV，這是一種和人類免疫缺陷病毒（HIV）密切相關的病毒）的檢測和解讀，而非做HIV檢測，然後患者被錯誤報告說他們屬於HIV陰性。在同項研究中發現這種錯誤要求做HTLV測試的比率超過90％。根據估計，有10%到15%的醫師診斷會有錯誤。
據估計，在患者下肢蜂窩組織炎的誤診率有30％，導致住院患者中有85％原本可不用住院，而92％的患者原本不必使用抗生素。綜合這類錯誤，美國每年發生50,000到130,000例不必要的住院治療，而每年原本可避免的醫療衛生費用達到1.95到5.15億美元之間。

### 精神疾患誤診
女性的性慾相關表現有時被診斷為女性歇斯底里。（請參考女性歇斯底里英文版）
食物不耐症和食物過敏的發生被誤診為一種焦慮症（健康食品痴迷症）。
研究發現，躁鬱症常被誤診為重性抑鬱疾患。臨床醫生在早期診斷時需要注意患者抑鬱症的特徵，並找出當時或是先前的輕度狂躁，或是狂躁症狀。
對思覺失調症（另稱為精神分裂症）的誤診也是一個常見的問題。對這種疾病的正確診斷需要花費相當長的時間。
睡眠相位後移症候群通常會與以下疾病混淆：心理生理失眠、重性抑鬱疾患、精神疾病（例如思覺失調症和注意力不足過動症）、其他睡眠障礙、或是學校恐懼症。睡眠醫學的執業醫生指出，對這類疾病的準確診斷率極低，並呼籲加強在睡眠障礙專科的教育。
很多年來叢集性頭痛經常被誤診、患者未受妥善治療、或者未被診斷出來；他們可能會與下列病症混餚：偏頭痛、"類叢集性"頭痛（或類似症狀）、叢集性頭痛亞型、其他三叉自律神經頭痛（TAC）、或其他類型的原發性或繼發性頭痛症候群。類叢集性頭痛可能被診斷為繼發性頭痛（而非叢集性頭痛）。在歐洲和美國的資料均顯示醫事人員對叢集性頭痛的認識不足，平均要花上約7年才能做出診斷。
亞斯伯格症候群和自閉症通常無法診斷，或是延遲發現以及延遲診斷，不然就是誤診。延遲或誤診對個人和家庭均會造成創傷（例如，誤診會導致用藥錯誤，症狀惡化）。
美國精神醫學學會出版的精神疾病診斷與統計手冊第五版中列出對同一患者做"可靠度重複檢測"，由不同的臨床醫生對同一患者做獨立評估，這是對診斷做可靠度研究的新方式。

### 門診病人與住院病人
門診醫療最常發生的疏失是忽略對癌症的診斷
。美國國家醫學研究所在1999年發表的“人會犯錯”的報告中，列舉美國住院病人每年死於原本可預防的醫療疏失的人數達到98,000，政府和私營機構因此都致力改善住院病人的安全。

### 醫療處方
雖然美國國家醫學研究所所屬的美國醫療品質委員會（Committee on Quality of Health Care in America）在其2000年的出版品中認為醫療疏失是"醫學學習過程中無可避免的結果" ，但是到2019年，醫事學生開立處方的熟練度和他們在臨床實習的進度該建立如何的關聯，仍無資料顯示已經達成。
處方錯誤包括模棱兩可的縮寫、藥品全名是否拼寫正確、不正確的命名法、小數點問題、單位表達問題、易讀性和是否妥當指示、藥理錯誤（劑量、給藥途徑和頻率、治療時間長度、劑型和劑量強度）、缺乏患者有關的資訊（例如過敏，腎功能不良）、或者患者病歷資料不夠充分。

## 疏失發生之後
發生疏失，會給醫生帶來沉重負面情緒的影響。

### 體認疏失並非孤立事件
有些醫生會體認到疏失通常不是孤立事件，而實際上反映的是系統有問題。這個概念通常被稱為瑞士奶酪理論（意為在多層防護的情況下，雖然不見得每一層防護都完美，但有多層的保護，錯誤因此不易發生）。這種概念是臨床醫生和患者都受到多層保護，錯誤不易發生。因此，即使醫生或護理人員犯了小錯（例如，醫生在藥物表上寫下不正確的劑量），會在患者受到影響之前被挑出（例如藥劑師檢查藥物表，糾正錯誤）。 這些保護機制包括：實用的更動（例如，不能利用靜脈注射的藥物，裝有防護，即使醫生犯錯，也無法把藥物連接到靜脈注射器）、系統安全流程（例如患者在入院時必須完成Waterlow評分表評估和跌倒評估）、以及醫事人員接受訓練計劃/持續專業進修課程 ，都是該採取的措施。
在整個流程中可能會有幾處失靈，而導致不良後果發生。此外，醫生的注意力被太多事情盤踞時，錯誤就容易發生。但是把過多的責任歸咎於制度，並無實益。

### 透視醫事執業
評論家暗示，犯錯的可能性是醫生執業時獲得獎勵的一部分，如果沒這種可能性，執業的獎勵就沒了。勞倫斯（Laurence）說： "每個人-您和所有患者都會死亡。所有的關係都會結束。您是否希望以其他方式來結束？[...]別看得太嚴重 。"醫師塞德（David Seder）在他的短文作品 "談論詩及患者（Of Poems and Patients） "說：“ [...]如果我離開醫學，我會為這種離別而哀悼，如同為我自己的詩章流逝而哀悼。每天，得到患者及其家人的信任，以及享有醫院同袍的情誼，是種榮幸，也是種喜悅。就像一件艱鉅病例足以讓你血脈賁張，一件複雜的鑑別診斷贏過深奧的智力遊戲，賭注雖高，回報也一樣豐盛。 "

### 揭示錯誤
許多文化傳統都包含有寬恕，用寬恕應對醫療疏失是件重要的事。

#### 針對自己
如果無法原諒自己，會造成痛苦循環，也增加未來犯錯的可能。
然而，A W Wu等在他們的著作中建議"……那些願意承擔責任的人更有機會做出建設性的改變，但同時也會受到更多的情緒困擾。"該想到的是有更多患者受到醫療的幫助，並未受到疏失的傷害。

#### 針對患者
醫學博士Thomas H. Gallagher等在他們的著作中指出患者想"知道發生的事、為何會有疏失、如何減輕錯誤的後果、以及如何防止再次發生。" 羅斯瑪麗·吉布森（Rosemary Gibson）和賈納丹·普拉薩德·辛格（Janadan Prasad Singh）共同在2003年出版的一本書中，報導他們和患者以及患者家屬的訪談，提出那些因醫療疏失而受害的人，面臨的是一片"沉默之牆"，和"欠缺坦承因疏失"而造成的傷害。誠實面對"不僅有幾會取得患者及其家人的諒解，避免傷害擴大，同時也給醫生、護理人員、和其他相關人士做補救的機會。"著作中也提供有披露疏失時的建議做法。
在多倫多大學任教的醫學博士溫迪·萊文森於2005年所做的一項研究顯示，外科醫生在披露醫療疏失的時候，對話中只有57％會使用到"疏失"或者"錯誤"的字眼，並其中僅有47％會提出口頭道歉。
對患者披露是處理醫療疏失過程中一件重要的事。許多醫院當前的作業標準是在發生時即向患者披露。而在過去，人們會擔心披露會引發醫療事故的訴訟。許多醫生不會對疏失作解釋，結果是人們對醫界懷抱不信任的心理。在2007年，美國有34個州通過立法，禁止在醫療事故法庭中採用因醫生表示道歉而獲得的任何資訊（甚至醫事人員完全承認過失也摒除不用）。這種立法鼓勵醫生坦承錯誤並向患者解釋，讓雙方溝通管道保持開放。
美國醫學會的道德與司法事務委員會在道德守則中指出：
"患者因為醫生的錯誤或判斷而導致重大併發症的情況偶爾會發生。醫生依據道德標準，有必要把所有事實向患者披露，以確保整體情況受到了解。縱然披露後可能會有法律責任，醫師誠實以對的作法也不應受影響。"
摘自美國內科醫師學會倫理手冊：
"此外，如果治療時發生程序上或判斷的錯誤，而對患者的健康有相當關係的時候，醫師應當向患者披露。錯誤不一定是不恰當、有失誤、或是不道德的行為，而不予披露才是。"
但是，"在錯誤披露方面的態度與實做之間似乎存有差距。願意披露錯誤的醫師通常具有較高的訓練水準，以及以患者為重的態度，這種態度不會因為醫師曾有過醫療事故訴訟的經驗而減弱。" 但醫院管理階層會擔憂披露或有負面的效果，而採取謹慎的態度。
披露確實可減少醫療事故的賠償金額。

#### 對非醫師披露
在針對發生疏失的醫生對事件披露所做的一項研究，結果顯示這些醫師披露的對象如果不是醫生的話，比向醫師同僚透露更能減輕壓力。這可能是由於在同一研究中的發現-在假設條件下，如果是另一位醫師犯錯時，只有32％的醫師同僚表示會無條件給予支持。研究也發現，如果醫師的配偶是醫生時，壓力減輕的效果會更好。

#### 對其他醫師披露
與其他醫生討論疏失有益處。但是，醫生之間的互諒程度可能不高。原因尚不明確，但有位批評家告誡說："別因為別的醫生發生疏失而竊喜。"

#### 對醫師所屬機構
披露疏失，尤其是那種'有驚無險' 的疏失，對於能夠審查這種疏失的機構，可減少日後再次發生的機會。但是，有些醫生報告說，機構對這些犯者不一定會給予支持。

#### 用合理化掩飾疏失
基於傳聞和調查而得的證據，美國教授John D. Banja在其著作中指出，利用合理化（找藉口）來掩蓋醫療疏失是美國醫界中相當普遍的行為。

#### 病人受傷害之可能
在一項對美國10,000多名醫生所做的調查，當被問到以下問題時："如果疏失不會對患者造成傷害，是否會掩飾或避免揭露疏失？"，有19％的人回答說會，有60％的人回答說不會，有21％的人回答說看情況而定。另一個問題："如果疏失會，或者可能會對患者造成傷害，是否會掩飾或避免揭露疏失？"，有2％的人回答說會，有95％的人回答說不會，有3％的人回答說看情況而定。 

### 對特定疏失預防措施
傳統上，由於個人犯錯，犯錯者會受到懲罰。常見應對和防止特定疏失的方法是在系統中的特定節點施以額外的檢查，有任何發現和處理的細節均要記錄。例如，使用自由流動靜脈注射肝素出現錯誤時，教學人員會教導如何使用靜脈注射系統，並在設定靜脈輸液幫浦時給予特別注意。雖然總體錯誤的可能因此降低，但是工作量會因需要檢查而增加，而工作量本身又可能會產生其他的錯誤。在一些醫院，會定期召開發病率和死亡率會議，討論併發症或死亡情況，從中學習，或是共同對整體流程做改善。
一種新的改善醫療衛生的模型源自愛德華茲·戴明的全面品質管理概念。模型嘗試識別導致錯誤的系統潛在缺陷。例如，在新的系統中，利用皮下注射肝素來取代自由流動靜脈注射，把整個問題解決。但是，這種方法是以現有的研究結果為前提，表明皮下注射肝素與靜脈注射效果一樣。因此，大多數的系統會同時備有多種解決方案。

### 特定專業
醫學領域中，在系統安全性居領先地位的是麻醉學。諸如將靜脈注射藥物標準化，以毫升劑量計算、建制國家和國際色彩編碼標準、以及開發改進的氣道支持設備等，成為一個改善醫療系統的典範。
藥物專業人員對在開立處方、調製、配藥、和給藥過程中出錯的原因做廣泛的研究。早在1930年代，藥劑師就與醫生合作，挑選出最安全，最有效的藥物。這種做法稱為配方表系統（Formulary System），藥品清單稱為配方表。在1960年代，醫院開始實施劑型和單位劑量配送系統，以減少施用在住院患者藥物和劑量錯誤的風險；集中式無菌混合服務把靜脈注射藥物受到污染和感染的風險降低； 由藥劑師直接提供藥物資訊和臨床決策支援給醫生，改善用藥的安全與效果。藥劑師是公認的藥物安全專家，在過去50年中為減少錯誤和改善護理做出許多貢獻。最近，美國政府正嘗試採用澳大利亞政府的《高品質使用藥物政策》等措施，來解決患者與藥劑師間的溝通和消費知識傳授事項。

### 法律程序
醫療事故的標準和法規因國家/地區而異。醫事人員可取得專業責任保險，以彌補因醫療事故而引起的訴訟風險和費用。

## 預防
醫療產業經常被拿來與航空業相提並論；許多導致這兩個領域錯誤的因素相似，但航空業的錯誤管理程序被認為更為有效。安全措施包括知情同意、第二位從業者提供的意見、自願報告犯錯、根本原因分析、對患者作藥物依從性的提醒、醫院認證、以及利用系統確保有經驗或專業從業者會進行審查。
有種模板被開發出，用於設計醫院藥物安全方案（結構和操作），特別是針對急性三級醫院（請參考醫療衛生#Tertiary care，以及三級轉介醫院 ）的方案，強調安全文化、基礎設施、數據（錯誤檢測和分析）、溝通和訓練。
特別是為防止發生脊髓腔內注射局部麻醉藥的錯誤，用於此的器具和試劑標識和包裝因有建議而做修改。將預充有局部麻醉藥的注射筒配上脊柱針，裝在單個氣泡包裝內，在麻醉醫師動手術之前才剝開，取出使用。
有鑑於醫生的身心健康與患者的治療結果有關聯，因此也被建議列入醫療衛生品質指標。有項包含21,517名參與者的綜合分析發現，有抑鬱症狀的醫生與正常者比較，報告發生醫療疏失的風險要高出95%，同時，醫生的抑鬱症狀與醫療疏失之間，兩者的關聯是雙向的。

### 報告疏失之規定
在美國，截至2014年，有超過一半的州（27州）要求設立醫療疏失報告系統，這27個州的數目自2007年以來一直維持不變。聯邦醫療保險也要求參與計劃的醫院要對醫療疏失事件加上改進計劃，再提出報告。美國衛生及公共服務部監察長辦公室於2012年1月6日所做的調查發現，大多數的疏失並未報告，縱然有報告，也很少會為防止將來發生同樣的錯誤而作後續追踪調查。調查顯示，關於該報告哪種事件的規定也並不充足，辦公室建議制定需要報告事項的清單。

## 錯誤觀念
以下所列是對醫療疏失常有的誤解，針對這些誤解的論點和解釋則顯示在刮弧之內：
- "害群之馬"或無能的醫療衛生提供者通常是發生醫療疏失的源頭。（雖然人為錯誤會導致事件發生，但不良的醫療過程必然會產生傷害，甚至是加重傷害，因此，必須致力作系統改善。）[13]
- 高風險的醫療程序或醫學專科是導致多數原可避免醫療疏失的原因。（雖然某些疏失（例如手術中發生的錯誤）不易掩飾，但在所有的醫療過程中都會發生錯誤。[13]複雜的醫療程序會有更大的風險，但不良的後果通常不是由於疏失，而是來自嚴重病情的本身。[36][130]但是美國藥典報告說，在外科手術過程中，如果用藥錯誤，對患者造成傷害的可能性是在其他醫療程序中出錯的三倍。）[37]
- 如果在醫療過程中發生不良事件，則表示有疏失發生。（絕大多數的醫療過程都存在一定程度的風險，來源可能為患者的潛在疾病、治療過程中產生的併發症，或是各類可預期或不可預期的副作用等。）[11]

## 延伸閱讀
- Gawande, Atul. . New York: Metropolitan Books. 2002. ISBN 978-0-8050-6319-6.
- Wachter, Robert; Shojania, Kaveh. . New York: Rugged Land. 2004. ISBN 978-1-59071-016-6.
- Banja, John. . Boston: Jones and Bartlett. 2005. ISBN 978-0-7637-8361-7.
- Porter, Michael E.; Olmsted Teisberg, Elizabeth. . Boston: Harvard Business School Press. 2006. ISBN 978-1-59139-778-6.
- Gibson, Rosemary; Prasad Singh, Janardan. . Washington D.C.: Regnery. 2003. ISBN 978-0-89526-112-0.
- Alldred D.P.; Standage C.; Zermansky A.G.; Jesson B.; Savage I.; Franklin B.D.; Barber N.; Raynor D.K. . International Journal of Pharmacy Practice. 2008, 16 (5): 317–323. doi:10.1211/ijpp.16.5.0007.
- Committee on Identifying and Preventing Medication Errors; Board on Health Care Services. . National Academies Press. 2007  [2018-01-30]. ISBN 978-0-309-10147-9. （原始内容存档于2019-06-14）.
- Tewari, A.; Palm, B.; Hines, T.; Royer, T.; Alexander, E. . Journal of Anaesthesiology Clinical Pharmacology. 2014, 30 (2): 263–266. PMC 4009652 . PMID 24803770. doi:10.4103/0970-9185.130055.